# Arakhnaíon
Arakhnaíon (Arachnaio) är en ort i Grekland.   Den ligger i prefekturen Nomós Argolídos och regionen Peloponnesos, i den sydöstra delen av landet, 70 km sydväst om huvudstaden Aten. Arakhnaíon ligger 541 meter över havet och antalet invånare är 643.
Terrängen runt Arakhnaíon är kuperad. Runt Arakhnaíon är det ganska glesbefolkat, med 24 invånare per kvadratkilometer. Närmaste större samhälle är Nafplion, 18,2 km sydväst om Arakhnaíon. 